# Зекирхен на Валерзеу
Зекирхен на Валерзеу град је у Аустрији у покрајини Салцбург.

## Становништво
| 1981. | 1991. | 2001. | 2011. |
| ----- | ----- | ----- | ----- |
| 6.815 | 8.273 | 9.344 | 9.921 |

По процени из 2016. у граду је живело 10585 становника.